# Podolyan

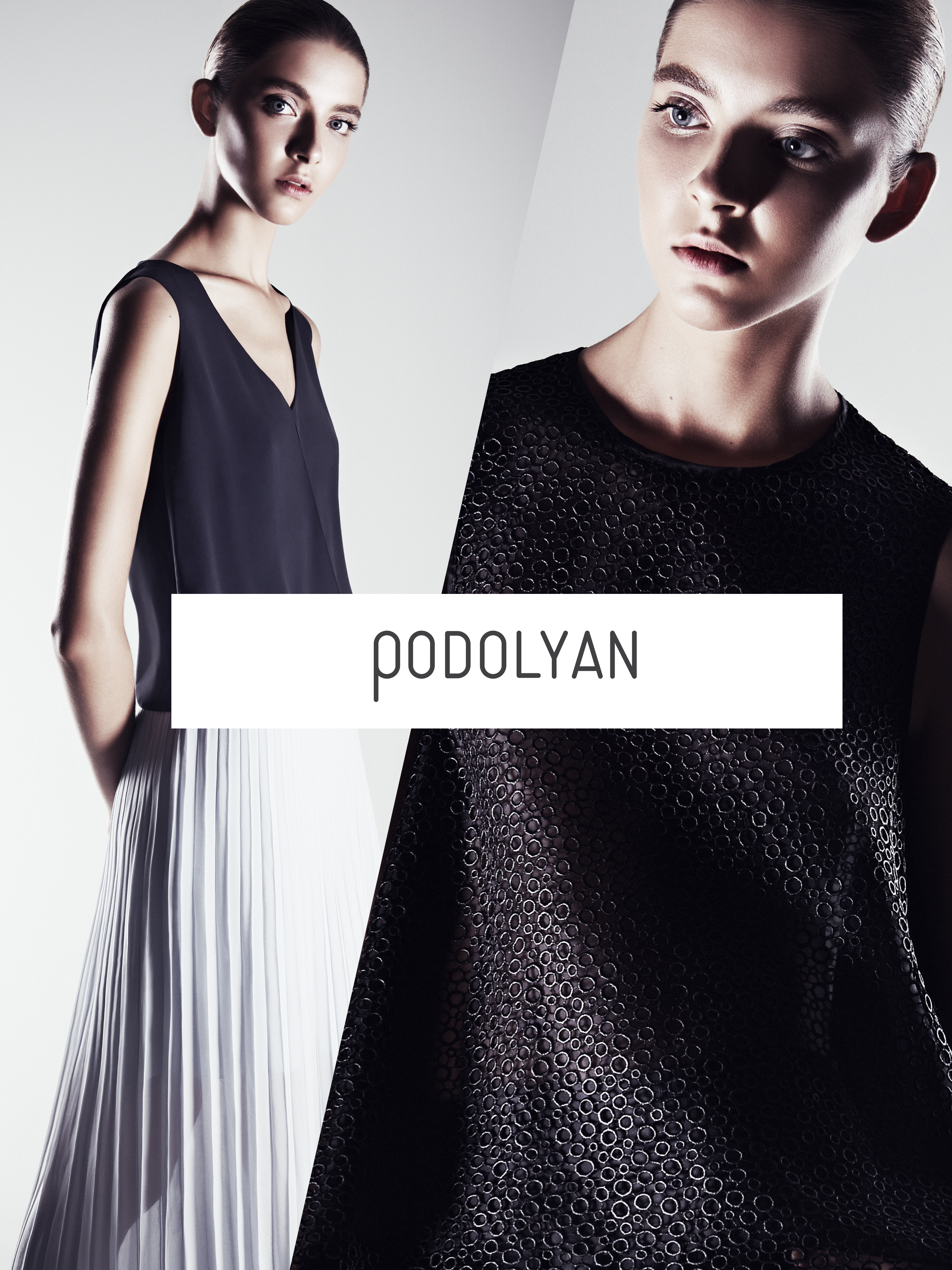
Podolyan — украинский бренд одежды

PODOLYAN — украинский бренд одежды, созданный дизайнером Владимиром Подоляном в 2004 году.

## История
В 2004 году Владимир Подолян окончил Лабораторию моды Вячеслава Зайцева, зарегистрировал бренд PODOLYAN и показал выпускную коллекцию на «Сезонах моды» в Киеве. Эту коллекцию отметил основатель британского концепт-стора Atelier 1 Дэвид Фоули. В том же году состоялся первый показ бренда PODOLYAN в рамках Украинской недели моды.
В 2005 году Подолян стал одним из двух украинских дизайнеров, создающих одежду для английского бренда Atelier 1 под креативным руководством Дэвида Фоули. В 2006—2009 годах он выпустил ряд коллекций «PODOLYAN for Atelier 1», которые представлялись на салонных показах во время Лондонской недели моды.
В марте 2010 года состоялся первый показ коллекции PODOLYAN на подиуме Ukrainian Fashion Week, с тех пор бренд представляет свои коллекции дважды в год. В 2011 году Подолян начал сотрудничество с Maybelline New York. В 2012—2014 годах становился лауреатом украинской премии Best Fashion Awards в номинации «Лучшая fashion-постановка».
В сентябре 2014 года PODOLYAN провёл ребрендинг, а в декабре была запущена линия женской одежды Podolyan Black. В апреле 2015 года открылся новый магазин PODOLYAN в Киеве.